# Stazione di Sapri
La stazione di Sapri è un'importante stazione ferroviaria posta sulla linea Battipaglia-Reggio Calabria, ubicata al centro del comune omonimo. L'impianto è classificato da RFI nella categoria "Silver".

## Storia
La stazione di Sapri venne costruita tra i due speroni rocciosi che delimitano il pittoresco Golfo di Policastro nello spazio ricavato allo sbocco della lunga galleria in discesa proveniente da Acquafredda (a sud) e posto tra questa ed un'altra galleria a (nord) dal lato di Vibonati contestualmente ai lavori di realizzazione della ferrovia tirrenica da parte della Società per le Strade Ferrate del Mediterraneo. Venne aperta all'esercizio nell'estate del 1894 assieme alla tratta di 62,7 km costruita tra le stazioni di Pisciotta e Praja-Ajeta-Tortora. L'apertura della stazione e della linea tolse dall'isolamento anche il vasto territorio circostante dato che gli unici collegamenti esistenti erano quelli via mare dal porto di Sapri verso Salerno e Napoli. Adiacente alla stazione venne costruita una serie di edifici di servizio per il personale viaggiante e per quello dei lavori di manutenzione della linea e di stazione. Venne costruito anche un Deposito locomotive per il rimessaggio e l'accudienza delle locomotive a vapore, il cambio del personale di macchina e un dormitorio (in gergo, Ferrotel) per il riposo del personale. Nel 1905, in seguito alla costituzione delle Ferrovie dello Stato la proprietà dell'intero impianto ferroviario venne riscattata dallo Stato; in seguito alla privatizzazione delle FS è stato affidato a RFI.
La stazione venne ampiamente modificata, soprattutto nel fascio binari, in seguito al raddoppio della Tirrenica all'inizio degli anni sessanta e il deposito locomotive venne declassato a rimessa; era tuttavia presenziato da un Capo deposito dato il grande movimento di treni e di personale.
Dal marzo del 1995 divenne attivo il Posto centrale del CTC/DCO per la gestione del traffico ferroviario da Battipaglia a Paola con telecomando di tutte le stazioni comprese nella tratta ad esclusione di quella di Sapri, ancora presenziata da Dirigente Movimento.
La stazione è sede della Unità Territoriale Nord e di quattro Reparti incaricati della manutenzione delle Infrastrutture: Esercizio Impianti Elettrici (giurisdizione da Battipaglia a Paola), Reparto Lavori (giurisdizione da Battipaglia a Capo Bonifati), Reparto Gestione Lavori e Reparto Pianificazione (giurisdizione da Battipaglia a Lamezia e da Paola a Metaponto), oltre a due Zone di Manutenzione, un Tronco di Manutenzione Armamento ed al Cantiere Meccanizzato Manutenzione Armamento. È sede anche del Reparto Territoriale Movimento (giurisdizione da Battipaglia a Paola per la gestione della circolazione dei treni.
Dalla metà del 2010 la sede del Responsabile dell'Unità Nord è stata trasferita a Paola e dalla stessa data il Reparto Territoriale Movimento è stato soppresso ed unificato con quello di Paola. Dal 1º marzo 2016 a seguito di ristrutturazione aziendale di RFI sono stati soppressi i Reparti Lavori ed Impianti Elettrici e sono state create tre Unità di Manutenzione: Lavori, Impianti di sicurezza e Trazione Elettrica. La sede delle tre Unità Manutentive è Sapri e la loro giurisdizione comprende la linea da Battipaglia (esclusa) a capo Bonifati (esclusa) per una estesa di circa 170 chilometri.

## Strutture e impianti

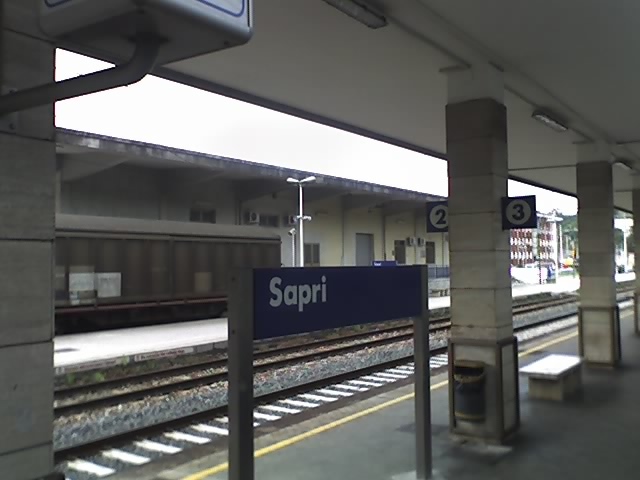
I binari della stazione di Sapri

L'edificio di stazione, di concezione classica del periodo, con ammodernamenti e adattamenti successivi in varie epoche, è di tipo passante e posto a sud, lato mare, dei binari. Le pensiline in calcestruzzo armato con colonne rivestite in travertino sono state costruite, assieme ai sottopassaggi, nel corso dei lavori di raddoppio della Tirrenica. Di fronte al fabbricato principale, spostata sul lato sud-est della stazione, è posta la Rimessa locomotive e gli edifici di servizio relativi. Le tre banchine, fornite di pensilina, sono collegate da un sottopassaggio.
L'impianto ha cinque binari per servizio viaggiatori, di cui il secondo e il terzo di corretto tracciato, e sei binari di ricovero e manovra. Sulla piazza esterna della stazione è possibile l'interscambio con autobus di linea e di Taxi.

## Movimento

### Trasporto nazionale
La stazione è servita da treni InterCity, InterCity Notte, Frecciargento, Frecciarossa ed Italo, che collegano lo scalo con Salerno, Napoli, Roma, Firenze, Bologna, Reggio Emilia, Milano, Torino, Paola, Lamezia Terme, Villa San Giovanni, Reggio Calabria, Messina, Siracusa e Palermo.
I treni InterCity e InterCity Notte vengono effettuati con locomotive E.401, E.402B, E.403, E.464 con carrozze UIC-Z + semipilota di seconda classe e Gran Confort di prima classe.
I treni Frecciarossa e Frecciargento vengono effettuati con elettrotreni ETR.1000, ETR.500 ed ETR.485.
I treni Italo vengono effettuati con elettrotreni ETR.675.

### Trasporto regionale
La stazione è servita da treni Regionali che collegano Sapri con:
- Napoli Centrale
- Paola
- Salerno
- Napoli Campi Flegrei
- Cosenza

I treni del trasporto regionali vengono effettuati con locomotive E.464 con carrozze MDVC, MDVE + carrozze semipilota, carrozze UIC-X + carrozze semipilota, miste di prima e seconda classe. Inoltre vengono utilizzati i treni Minuetto ALe 501/502, i TAF ALe 426/506 e i Rock ETR 521.

### Trasporto regionale Fondazione FS Italiane
Il treno storico "Archeotreno Campania", svolto da Fondazione FS Italiane, collega Sapri con Napoli Centrale, Pietrarsa-San Giorgio A Cremano, Portici-Ercolano, Pompei, Salerno, Pontecagnano, Paestum e Ascea.
Sono effettuati con E.656, E.646 con carrozze di tipo Centoporte e con carrozze Corbellini.

## Servizi
La stazione dispone di:
- Biglietteria
- Sottopassaggio
- Bar/Ristorante/Tabacchi
- Edicola
- Servizi igienici